# 459
| 459                |
| ------------------ |
| Dødsfald - Fødsler |
|                    |

| Gregoriansk kalender | 459 CDLIX               |
| Ab urbe condita      | 1212                    |
| Armensk kalender     | I/T                     |
| Kinesiske kalender   | 3155 – 3156 戊戌 – 己亥 |
| Etiopisk kalender    | 451 – 452               |
| Jødisk kalender      | 4219 – 4220             |
| Hindukalendere       |                         |
| - Vikram Samvat      | 514 – 515               |
| - Shaka Samvat       | 381 – 382               |
| - Kali Yuga          | 3560 – 3561             |
| Iransk kalender      | 163 BP – 162 BP         |
| Islamisk kalender    | 168 BH – 167 BH         |

Se også 459 (tal)